# Leonardo Favio
 (mars 2012).
Si vous disposez d'ouvrages ou d'articles de référence ou si vous connaissez des sites web de qualité traitant du thème abordé ici, merci de compléter l'article en donnant les références utiles à sa vérifiabilité et en les liant à la section « Notes et références ».
Leonardo Favio (né Fouad Jorge Jury le 28 mai 1938 à Las Catitas, province de Mendoza, Argentine, et mort le 5 novembre 2012  à Buenos Aires) est un producteur, réalisateur, scénariste, compositeur, chanteur et acteur argentin d'origine syrienne.
Très apprécié en Amérique Latine, il fut l'un des chanteurs les plus talentueux dans les années 1960 et 1970 avec les grands succès comme Fuiste mía verano, Ella, ella ya me olvido, Quiero aprender de memoria, Ding, dong, las cosas del amor et a joué dans de nombreux films.
Le 9 octobre 2010, Favio a été nommé ambassadeur de l'Argentine de la Culture par décret national de la présidente Cristina Fernández de Kirchner.

## Filmographie

### Réalisateur
- 1958 : El señor Fernández (inachevée)
- 1960 : El amigo
- 1965 : Crónica de un niño solo
- 1967 : Éste es el romance del Aniceto y la Francisca, de cómo quedó trunco, comenzó la tristeza y unas pocas cosas más...
- 1969 : L'Employé (El dependiente)
- 1973 : Juan Moreira (es)
- 1975 : Nazareno Cruz y el lobo (es)
- 1976 : Soñar, soñar (es)
- 1993 : Gatica, el Mono (es)
- 1999 : Perón, sinfonía del sentimiento
- 2008 : Aniceto (es)

### Acteur
- Tobi y el libro mágico (2000)
- Gatica, "El Mono" (1993)
- Fuiste mía un verano (1969)
- L'Employé (El dependiente) (1969)
- Martín Fierro (1968)
- El ojo que espía (1966)
- Crónica de un niño solo (1965)
- Paula cautiva (1963)
- La terraza (1963)
- La Main dans le piège (La Mano en la trampa) (1961)
- Fin de fiesta (1960)
- En la ardiente oscuridad (1958)
- El ángel de España (1958)
- El secuestrador (1958)
- El jefe (1958)
- El Ángel de España (1958; de extra)
- Campo de sangre (1999)
- Simplemente una rosa (1971)
- Fuiste mía un verano (1969)

### Producteur
- Nazareno Cruz y el Lobo (1975)
- Gatica "el Mono" (1993)